# Falls Creek (Pennsylvanie)
Falls Creek est un borough situé en limite des comtés de Clearfield et Jefferson, en Pennsylvanie, aux États-Unis,. En 2010, il comptait une population de 1 037 habitants. Il est incorporé le 18 août 1900.

## Démographie
Lors du recensement de 2010, le borough comptait une population de 1 037 habitants. Elle est estimée, en 2019, à 977 habitants.

### Source de la traduction
- (en) Cet article est partiellement ou en totalité issu de l’article de Wikipédia en anglais intitulé « Falls Creek, Pennsylvania » (voir la liste des auteurs).